# James Hargreaves
Pour les articles homonymes, voir Hargreaves.
 (avril 2019).
Si vous disposez d'ouvrages ou d'articles de référence ou si vous connaissez des sites web de qualité traitant du thème abordé ici, merci de compléter l'article en donnant les références utiles à sa vérifiabilité et en les liant à la section « Notes et références ».

La spinning-jenny de James Hargreaves, 1765

James Hargreaves, né en 1720 et mort le 22 avril 1778, était un tisserand et un charpentier du Lancashire en Angleterre. Il est principalement connu pour avoir inventé la Spinning Jenny en 1764, une machine à filer.
Il est avec Richard Arkwright une des principales personnalités de la révolution industrielle britannique. Il vivait à Blackburn, alors petite ville de 5 000 habitants spécialisée dans le textile. Face à l'augmentation de la demande de fil de coton, les rouets existants ne pouvaient plus suivre la cadence. Le développement de la Spinning Jenny a permis de considérablement multiplier la productivité.